# 5269 Paustovskij
5269 Paustovskij este un asteroid din centura principală de asteroizi.

## Descriere
5269 Paustovskij este un asteroid din centura principală de asteroizi. A fost descoperit pe 28 septembrie 1978 la Observatorul de Astrofizică din Crimeea de Nikolai Cernîh. El prezintă o orbită caracterizată de o semiaxă mare de 2,22 ua, o excentricitate de 0,16 și o înclinație de 0,8° în raport cu ecliptica.